# 沖繩諮詢會
沖繩諮詢會（英語：Okinawa Advisory Council；日语：／ Okinawa shijunkai），1945年美軍登陸沖繩之後，於8月20日美軍設置於美里村石川的諮詢機關，作為美國軍政府與沖繩居民溝通的機關。同時由於沖繩之役後日本的沖繩縣廳失去機能，沖繩諮詢會變成為美軍統治沖繩期間最初的行政機構，直到1946年4月成立「沖繩民政府」為止。沖繩諮詢會並無專用的政府辦公大樓，而是利用諮詢會委員的住所做為辦事處。

## 職權
- 美國軍政府的諮詢與答覆
- 規劃建立沖繩的政治機構
- 受理匯整沖繩居民向美國軍政府的請願

## 沖繩諮詢會委員

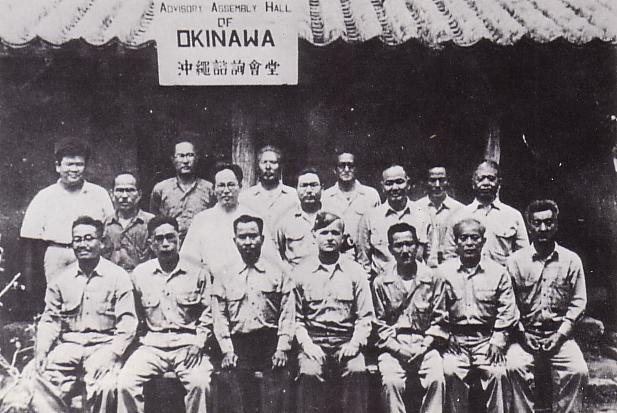
沖繩諮詢會的委員

- 志喜屋孝信（委員長）
- 松岡政保（幹事兼工務部長）
- 又吉康和（總務部長）
- 大宜見朝計（公眾衛生部長）
- 前上門昇（法務部長）
- 山城篤男（教育部長）
- 當山正堅（文化部長）
- 仲宗根源和（社會事業部長）
- 安谷屋正量（商工部長）
- 比嘉永元（農務部長）
- 仲村兼信（保安部長）
- 知花高直（勞務部長）
- 護得久朝章（財務部長）
- 平田嗣一（遞信部長）
- 糸數昌保（水產部長）

## 外部連結
- 沖繩縣公文書館 （页面存档备份，存于）